# Tomasz Frankowski
Tomasz Frankowski (Białystok, 16 de Agosto de 1974) é um ex-futebolista polonês.

## Títulos
RC Strasbourg
- Copa Intertoto da UEFA (1): 1995

 Wisła Kraków
- Campeonato Polonês de Futebol (5): 1999, 2001, 2003, 2004, 2005
- Copa da Polônia de Futebol (2): 2002, 2003
- Copa da Liga Polonesa (1): 2001
- Supercopa da Polônia (1): 2001

 Jagiellonia Białystok
- Copa da Polônia de Futebol (1): 2010
- Supercopa da Polônia (1): 2010

 Seleção Polonesa de Futebol
Valeri Lobanovsky Memorial Tournament (1): 2005